# Fud Leclerc
Fud Leclerc (født Fernand Urbain Dominic Leclercq) (1924 – 20. september 2010) var en belgisk sanger.
Han repræsenterede Belgien i Eurovision Song Contest fire gange:
| Deltagelser i Eurovision Song Contest |         |                                 |       |       |
| År                                    | Land    | Sang                            | Plads | Point |
| 1956                                  | Belgien | Messieurs les noyés de la Seine | x     | x     |
| 1958                                  | Belgien | Ma petite chatte                | 5     | 8     |
| 1960                                  | Belgien | Mon amour pour toi              | 6     | 9     |
| 1962                                  | Belgien | Ton nom                         | 13    | 0     |

Den sidste sang er kendt for at være den første sang i ESC, der fik de berygtede nul point.